# ハプログループE (Y染色体)
ハプログループE (Y染色体)（ハプログループE (Yせんしょくたい)とは、分子人類学で用いられる、人類のY染色体ハプログループの分類のうち、ハプログループDE (Y染色体)のサブクレード（細分岐）の一つで、「L339, L614, M40/SRY4064/SRY8299, M96, P29, P150, P152, P154, P155, P156, P162, P168, P169, P170, P171, P172, P173, P174, P175, P176」の変異で定義づけられる系統である。約7.3万年前に東アフリカまたは西アジアで誕生した。

## 下位系統
- E
  - E*
  - E1 P147/PF1938
    - E1*
    - E1a M132　　西アフリカの一部民族で高頻度。
    - E1b P177/PF1939
      - E1b*
      - E1b1 DYS391p, P2/PF1940/PN2, P178, P179, P180/PF1941, P181
        - E1b1*
        - E1b1a L222.1/S350.1, TSC0077541/V38, V100　アフリカ中南部。ニジェール・コンゴ語族に関連。
        - E1b1b M215/Page40/PF1942　アフリカ北東部。アフロ・アジア語族に関連。

      - E1b2 P75

  - E2 M75  　東アフリカにみられる。

（系統はHaplogroup Tree 2015　Version: 10.26   Date: 10 April 2015による。）

## E1b1a系統

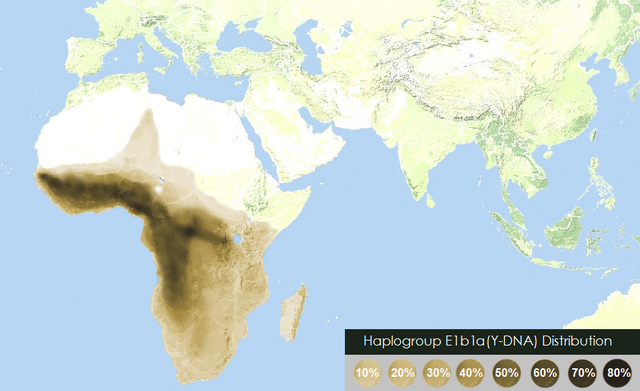
ハプログループE1b1aの分布

ニジェール・コンゴ系民族に高頻度のタイプであり、ニジェール・コンゴ系民族の約68%に観察される。
英語版リンクen:Haplogroup E-V38

## E1b1b系統

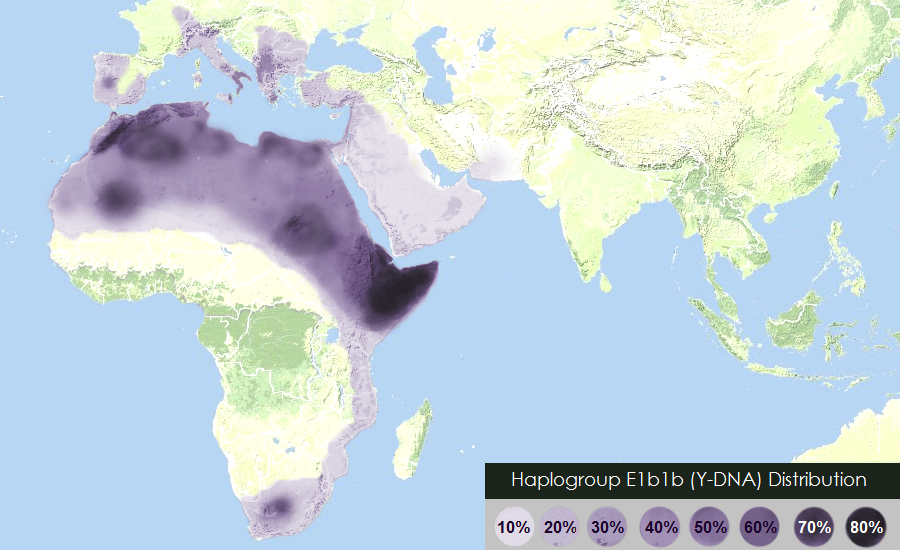
ハプログループE1b1bの分布

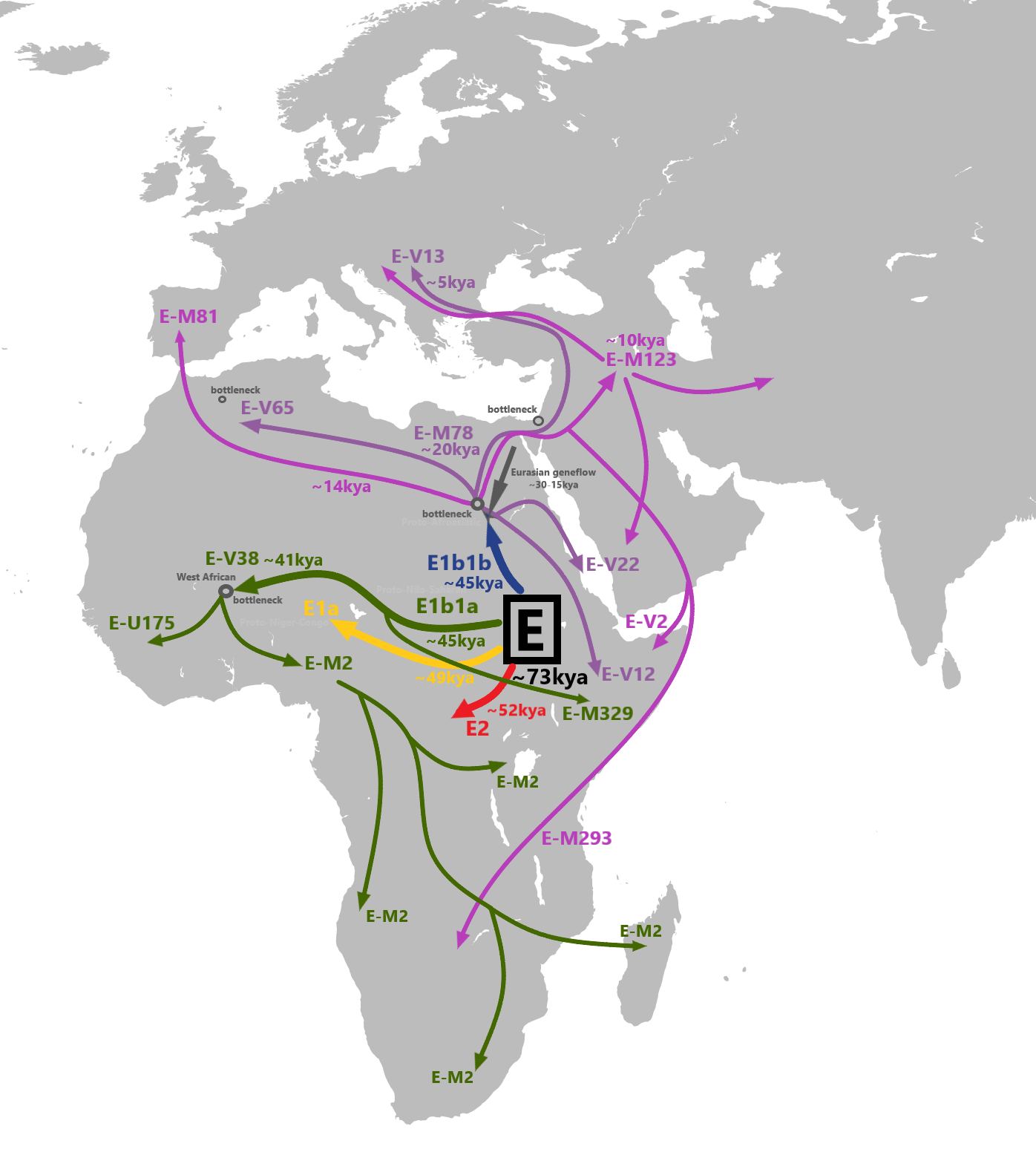
ハプログループEの拡散想定図

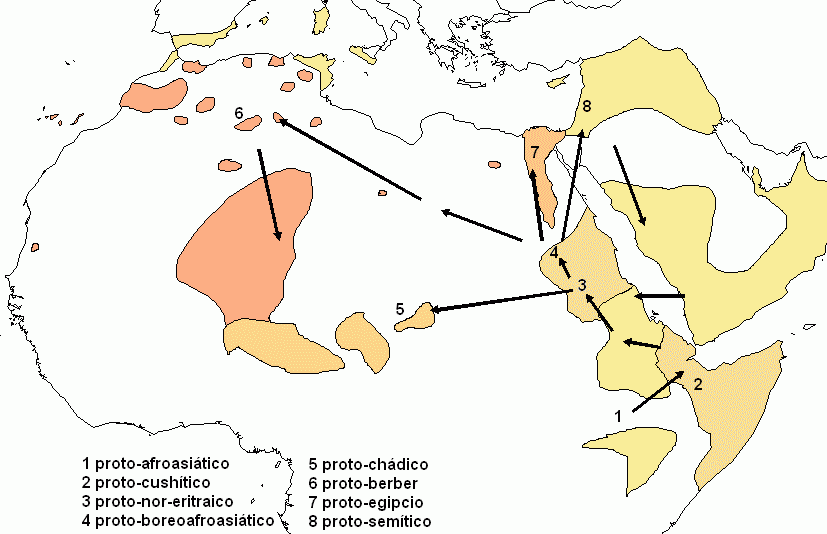
（参考）アフロ・アジア語族の伝播

アフロ・アジア系民族に高頻度に見られるタイプであり、特にベルベル人に80-93%と高頻度である。ナイル・サハラ系民族の一部でも高頻度に見られる。下位系統E1b1b1a1b1-V13がアルバニアで高頻度であり、有史以前のある時期にエジプト付近からの直接渡来が存在したようである。ヨーロッパで見られるタイプはほとんどがこのE-V13系統またはE-M123系統である。また話者の多くがR1bとなっているチャド語派の元来の担い手はカメルーン北部にのみ低頻度に見られるE-V259と考えられる。
英語版リンクen:Haplogroup E-M215 (Y-DNA)
- E1b1b M215/Page40/PF1942	
  - E1b1b* -
  - E1b1b1 M35.1　
    - E1b1b1* -　　アフリカの角
    - E1b1b1a V68	
      - E1b1b1a* -			サルデーニャ島、モロッコ
      - E1b1b1a1 L18, M78/PF2186	北アフリカ、アフリカの角、西アジア、ヨーロッパ
        - E1b1b1a1a　V1477　 チュニジア・ユダヤ人
        - E1b1b1a1b　V1083 
          - E1b1b1a1b*　エリトリア、サルデーニャ島
          - E1b1b1a1b1　V13　ヨーロッパ（特にアルバニア）カルディウム土器
          - E1b1b1a1b2　V22　　エジプト、スーダン

        - E1b1b1a1c　V1129
          - E1b1b1a1c1　V12
            - E1b1b1a1c1*　エジプト   エジプト語派　

          - E1b1b1a1c2 V264
            - E1b1b1a1c2a V259  カメルーン北部　チャド語派　

    - E1b1b1b CTS1243/Z827	セム・ベルベル語派
      - E1b1b1b* -
      - E1b1b1b1 L19/PF2345/V257, L335/PF2300, M310/PF2402	ベルベル語派
        - E1b1b1b1* -		ベルベル人
        - E1b1b1b1a M81/PF2554	ベルベル人

      - E1b1b1b2 PF1961/Z830		
        - E1b1b1b2* -
        - E1b1b1b2a M123/PF2023
          - E1b1b1b2a* -		中東、北アフリカ、ヨーロッパ
          - E1b1b1b2a1 M34/PF2022	セム語話者に広く

        - E1b1b1b2b M293		
          - E1b1b1b2b* -		南アフリカ、東アフリカ
          - E1b1b1b2b1 P72		南アフリカ

        - E1b1b1b2c V42		ユダヤ人、アラブ人

    - E1b1b1c V6   エチオピア
    - E1b1b1d V92	エチオピア

  - E1b1b2 M281, V16 エチオピア

（系統はHaplogroup Tree 2015　Version: 10.26   Date: 10 April 2015、E-M78以下は Trombetta et al.2015による。）